# Leo Väisänen
Leo Väisänen (Helsinki, 23 juli 1997) is een Fins voetballer die als centrale verdediger voor IF Elfsborg speelt.

## Carrière
Leo Väisänen speelde in de jeugd van Käpylän Pallo en HJK Helsinki. Van 2015 tot 2016 speelde hij in het tweede elftal van HJK, Klubi-04 Helsinki, wat uitkwam in de Kakkonen. In 2016 speelde hij ook zes wedstrijden voor het eerste elftal van HJK, wat hem de tweede seizoenshelft verhuurde aan PK-35 Vantaa. In 2017 vertrok hij naar RoPS Rovaniemi, waar hij anderhalf jaar speelde, waarna hij op de laatste dag van de zomertransfermarkt naar FC Den Bosch vertrok. In januari 2020 ging hij naar IF Elfsborg. Vanaf 2023 speelde hij voor Austin FC in de Amerikaanse Major League Soccer (MLS). In maart 2025 keerde hij terug naar Zweden bij BK Häcken.

### Statistieken
| Seizoen                       | Club              | Land           | Competitie     | Competitie | Competitie | Beker | Beker | Overig | Overig | Totaal | Totaal |
| Seizoen                       | Club              | Land           | Competitie     | Wed.       | Dlp.       | Wed.  | Dlp.  | Wed.   | Dlp.   | Wed.   | Dlp.   |
| ----------------------------- | ----------------- | -------------- | -------------- | ---------- | ---------- | ----- | ----- | ------ | ------ | ------ | ------ |
| 2015                          | Klubi-04 Helsinki | Finland        | Kakkonen       | 17         | 1          | 1     | 0     | 0      | 0      | 18     | 1      |
| 2016                          | Klubi-04 Helsinki | Finland        | Kakkonen       | 2          | 2          | 0     | 0     | –      | –      | 2      | 2      |
| 2016                          | HJK Helsinki      | Finland        | Veikkausliiga  | 3          | 0          | 2     | 1     | 1      | 0      | 6      | 1      |
| 2016                          | → PK-35 Vantaa    | Finland        | Veikkausliiga  | 9          | 1          | 0     | 0     | 0      | 0      | 9      | 1      |
| 2017                          | RoPS Rovaniemi    | Finland        | Veikkausliiga  | 22         | 1          | 0     | 0     | –      | –      | 22     | 1      |
| 2018                          | RoPS Rovaniemi    | Finland        | Veikkausliiga  | 24         | 0          | 5     | 0     | –      | –      | 29     | 0      |
| 2018/19                       | FC Den Bosch      | Nederland      | Eerste divisie | 28         | 3          | 1     | 0     | 2      | 0      | 31     | 3      |
| 2018/19                       | FC Den Bosch      | Nederland      | Eerste divisie | 17         | 3          | 1     | 0     | 0      | 0      | 31     | 3      |
| Carrièretotaal                | Carrièretotaal    | Carrièretotaal | Carrièretotaal | 122        | 11         | 10    | 1     | 3      | 0      | 135    | 12     |
| Bijgewerkt op 12 januari 2020 |                   |                |                |            |            |       |       |        |        |        |        |

1 Hrádecký ·
2 Arajuuri ·
3 O'Shaughnessy ·
4 Toivio ·
5 Väisänen ·
6 Kamara ·
7 Taylor ·
8 Lod ·
9 Jensen ·
10 Pukki ·
11 Schüller ·
12 Joronen ·
13 Soiri ·
14 Sparv  ·
15 Hämäläinen ·
16 Lam ·
17 Alho ·
18 Uronen ·
19 Kauko ·
20 Pohjanpalo ·
21 Lappalainen ·
22 Raitala ·
23 Jaakola ·
24 Valakari ·
25 Ivanov ·
26 Forss ·
Coach: Kanerva